# Îles Green
Pour les articles homonymes, voir île Verte.
Les îles Green (en anglais Green Islands) sont un petit groupe d'îles de  Papouasie-Nouvelle-Guinée. Cet ensemble insulaire est le plus septentrional de l'archipel des Salomon. Il dépend administrativement de la région autonome de Bougainville. 
Elles sont situées dans l'Ouest de l'océan Pacifique, à mi-chemin entre l'archipel Bismarck et l'archipel des Salomon, à environ 110 km à l'est des côtes les plus proches de Nouvelle-Irlande et à 66 km au nord-nord-ouest de l"extrémité nord de l'île Buka. La plus grande île du groupe est Nissan. Parmi les autres îles, on trouve : Pinipel, Sau, Barahun et Sirot.
Ces îles furent le théâtre de la bataille des îles Green en février 1944 pendant la campagne des îles Salomon qui devint une base militaire et aérienne alliée capable d'accueillir 17 000 hommes.
Le lieutenant Richard Nixon de l'US Navy, futur président des États-Unis, a servi sur cette base en tant qu'officier chargé du ravitaillement d'avril à août 1944.